# 202. motorizirana strelska divizija (ZSSR)
202. motorizirana strelska divizija je bila motorizirana strelska divizija Rdeče armade v času druge svetovne vojne.

## Zgodovina
Divizija je bila ustanovljena leta 1941 v Leningradu in bila še istega leta preoblikovana v 202. strelsko divizijo.